# 小桑树
鸡桑（學名：Morus australis），又名小叶桑（河南）、山桑（尔雅）、島桑，臺灣話亦稱鹽桑仔，是桑科桑属的植物。

## 形态
落叶灌木或小乔木，高达15米。卵圆形的叶子互生，叶缘呈粗锯齿状，叶面稍粗糙；雌花无小柄，花柱长于柱头；果成熟时呈暗紫色。

## 分布
分布在不丹、印度、斯里兰卡、朝鮮、尼泊尔、以及中華人民共和國（浙江、河南、西藏、云南、辽宁、广东、江西、陕西、山东、四川、湖南、广西、湖北、河北、福建、安徽、甘肃、贵州等地）和中華民國（臺灣），生长于海拔500米至1,000米的地区，常生于石灰岩山地、林缘或荒地，目前尚未由人工引种栽培。

### 其他文献
- 昆明植物研究所. . 《中国高等植物数据库全库》. 中国科学院微生物研究所.   [2009-02-24]. （原始内容存档于2016-03-05）.